# Antonio Pio Saracino
Antonio Pio Saracino (nascido em 1976, Apúlia) é um arquiteto e designer italiano com sede em Nova Iorque. Saracino projetou monumentos, edifícios, e mobiliário moderno, e vários de seus projetos são parte de coleções permanentes de museus como o Brooklyn Museum, Museu de Arte e Design em Nova York e Powerhouse Museum, em Sydney. O trabalho do Saracino foi mostrado em exposições internacionais e recebeu críticas em publicações como The New York Times, The Wall Street Journal, e Gulf News. As estátuas públicas os "Guardiões: herói e super-herói" no Bryant Park em Manhattan. Vogue considera Saracino "entre os mais prolíficos designers italianos no exterior", sendo-lhe atribuídos vários prémios pelo seu trabalho.